# Resolution 1160 des UN-Sicherheitsrates
Mit der Resolution 1160 des UN-Sicherheitsrats wurde ein Waffenembargo gegen die Bundesrepublik Jugoslawien (Serbien und Montenegro) beschlossen. Sie wurde am 31. März 1998 in Zusammenhang mit dem Kosovokonflikt verabschiedet. Die Resolution wurde mit 14 Stimmen ohne Gegenstimme angenommen, bei einer Enthaltung aus China, das von einer internen Angelegenheit Serbien und Montenegros sprach.
Das Waffenembargo wurde 2001 durch die Resolution 1367 aufgehoben.

## Hintergrund
Einige Länder hatten ein umfassendes Waffenembargo gegen Serbien und Montenegro einschließlich Kosovo vorgeschlagen. Der UN-Sicherheitsrat bedauerte sowohl die Gewalttätigkeiten, die die serbische Polizei gegen friedliche Demonstranten im Kosovo ausübte als auch die Terrorakte der Kosovo-Befreiungsarmee UÇK. Der Rat bekräftigte weiterhin das Engagement für die Souveränität und territoriale Integrität Serbiens und Montenegros.
Serbien und Montenegro wurde aufgefordert, eine politische Lösung des Konflikts zu suchen, während die Kosovo-Albaner aufgerufen wurden, alle terroristischen Handlungen zu verurteilen und ihre Ziele mit friedlichen Mitteln zu verfolgen. Es wurde festgestellt, dass der einzige Weg zur Vermeidung weiterer Gewalt wäre, der kosovo-albanischen Gemeinschaft zu erlauben, in einem echten politischen Prozess die Aussichten für eine sinnvolle Autonomie und Selbstbestimmung zu suchen.
Tätig werdend nach Kapitel VII der Charta der Vereinten Nationen verhängte der Rat ein Waffenembargo gegen Serbien und Montenegro und besetzte einen Ausschuss zur Überwachung seiner Umsetzung und um Verbesserungen vorzuschlagen. Die Maßnahmen sollten überarbeitet werden, wenn in Berichten vom UN-Generalsekretär Kofi Annan, der Organisation für Sicherheit und Zusammenarbeit in Europa (OSZE), der Kontaktgruppe und der Europäischen Union festgestellt wird, dass Serbien und Montenegro einen Dialog beginnt, seine Polizeikräfte zurückzieht, den Einsatz von humanitären Hilfsorganisationen erlaubt und Missionen von OSZE und dem UN-Hochkommissar für Flüchtlinge in die Region akzeptiert.
Die Resolution beinhaltete auch einen Auftrag an den Ankläger am Internationalen Strafgerichtshof für das ehemalige Jugoslawien Informationen über Fragen der Menschenrechte zu sammeln, und erklärte, dass weitere Maßnahmen auferlegt würde, wenn es keine konstruktiven Fortschritt in dieser Sache gebe.